# Luc Nilis
Luc Gilbert Cyrille Nilis, noto come Luc Nilis (Hasselt, 25 maggio 1967), è un ex calciatore belga, di ruolo attaccante.

## Carriera

### Club
A livello di club militò in F.C. Halveweg Zonhoven, Winterslag, Anderlecht, PSV e Aston Villa. Fu capocannoniere della massima serie olandese nel 1995-1996 e nel 1996-1997 e fu nominato Calciatore olandese dell'anno nel 1995.
Si ritirò dall'attività agonistica il 23 settembre 2000 per i postumi della rottura di una gamba occorsa in uno scontro di gioco nella partita Aston Villa-Ipswich Town contro il portiere avversario Richard Wright.

### Nazionale
Nazionale belga, conta 56 presenze e 10 gol con la sua selezione. Partecipò a due edizioni del campionato del mondo (1994 e 1998), andando a segno in quest'ultima edizione nella terza partita della fase a gironi contro la Corea del Sud, e a una del campionato d'Europa (2000).

## Palmarès

### Club

#### Competizioni nazionali
- Campionato belga: 4

Anderlecht: 1986-1987, 1990-1991, 1992-1993, 1993-1994
- Coppa del Belgio: 3

Anderlecht: 1987-1988, 1988-1989, 1993-1994
- Campionato olandese: 2

PSV Eindhoven: 1996-1997, 1999-2000
- Coppa dei Paesi Bassi: 1

PSV Eindhoven: 1995-1996
- Supercoppa dei Paesi Bassi: 1

PSV Eindhoven: 1996

### Individuale
- Calciatore olandese dell'anno: 1

1995
- Capocannoniere dell'Eredivisie: 2

1995-1996 (21 gol), 1996-1997 (21 gol)